# 古斯塔夫·库尔贝
古斯塔夫·库尔贝（法語：Gustave Courbet，1819年6月10日—1877年12月31日），法国著名画家，现实主义画派的创始人，主张艺术应以现实为依据，反对粉饰生活。他的名言是：“我不会画天使，因为我从来没有见过他们。”

## 生平

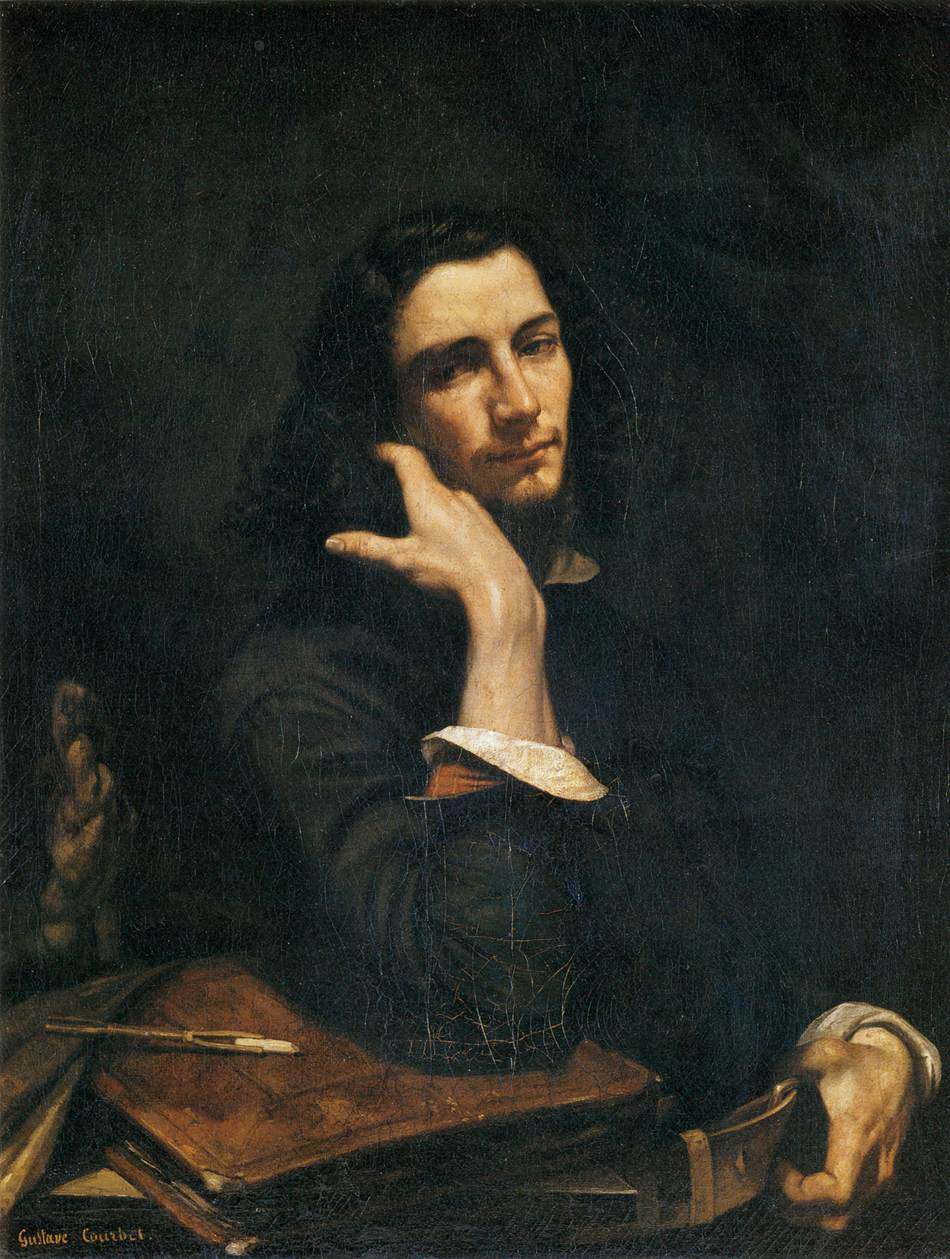
庫爾貝自畫像，1845 - 1877

库尔贝出生于法国东部紧挨瑞士的杜省奥爾南，父亲雷吉斯·庫爾貝（Régis Oudot Courbet）是一位农场主，其母名為塞爾維（Sylvie），他的姐妹柔伊（Zoé）、澤莉（Zélie）和朱丽叶（Juliette）是他最早的模特。1839年他到巴黎学习法律，常到卢浮宫观摩大师们的绘画，在父亲的支持下改学绘画，先在斯特本和海森画室学习，但不久离开，自行以临摹大师们的作品学习。
1849年，他回到家乡，创作了《碎石工》（二战期间被毁）、《奥南的葬礼》等如实反映生活的作品，成为现实主义艺术的领导人，他坚决反对旧的传统观念和习俗，成为背叛传统画派的新一代艺术家的领袖。他还创作了许多著名的风景画，并写作了散文和政论文，呼吁民主和自由。1856年，他访问日耳曼邦聯，受到热烈的欢迎。
他的名画《画室》画出了当时社会各阶层的人物，还包括自己和模特。

库尔贝的名作《畫室》

他拒绝了拿破仑三世授予的荣誉军团十字奖章，使他的人气大增，1871年成立巴黎公社后，他被选为公社委员、艺术家协会主席，负责博物馆工作，他坚决主张推倒象征帝国主义战争的旺多姆圓柱。这个铜柱是拿破仑为了炫耀侵略战绩，用缴获的1200门大炮熔铸成的，上面刻着拿破仑历次战绩。公社通过法令说它是：“野蛮行为的纪念物”，是“对军国主义的赞扬”，于1871年5月16日予以拆毁。巴黎公社被第三共和政府剿滅後，他旋即被共和政府逮捕，並被判入狱6个月及赔偿圓柱重建費30万法郎。1873年出獄後，他为逃避此笔天價債務逃亡瑞士，最終於四年後因酗酒導致肝硬化而客死異鄉。
1882年法国美术学院为他举办了个人画展。